# Dako Ofei
Ofei Dako (1967) è un artista ghanese.

## Biografia
Si laurea nel 1995 presso Ghanatta College of Art and Design ad Accra in Ghana. Dopo aver conseguito il Diploma Nazionale di Pittura inizia ad insegnare arte al Ghanatta collage of Arts nel 1996 fino al 2002.
Contemporaneamente sviluppa le sue capacità di scultore grazie alla guida di Sir George Anan in Costa d'Avorio. Ofei partecipa a diverse mostre sia a livello locale (Ghana National Museum) sia all'estero (Stati Uniti e Sudafrica).
Ofei Dako è ispirato dalla sua cultura d'origine, che ritrae nelle sue forme più semplici usando vernice acrilica su tela.

## Pratica artistica
I dipinti di Ofei Dako sono fortemente ispirati dalla sua cultura d'origine ghanese. Egli descrive questo sentimento nei suoi dipinti con semplicità e immediatezza, i suoi quadri emanano una forte essenza di vita occidentale africana.
L'artista utilizza colori scuri, cupi e toni smorzati realizzando impressioni astratte che insieme ad una finitura metallica danno vita a strane visioni della vita quotidiana.

## Mostre
Ofei Dako ha tenuto numerose mostre nel Museo Nazionale del Ghana e all'estero negli Stati Uniti d'America e nel Sud Africa.
- AfriCAM. Contemporary art in Africa, Casoria (NA), 5 dicembre 2009.